# Берет Фоа
Берет Конрад Фоа (енгл. Barrett Conrad Foa) је амерички глумац који је рођен 18. септембра 1977. године у Њујорку.
Фоа је најпознатији по улози техничког оператера Ерика Била у серији Морнарички истражитељи: Лос Анђелес.